# Lunzenau
Lunzenau ist eine Kleinstadt im Landkreis Mittelsachsen im mittleren Sachsen.

## Geographie

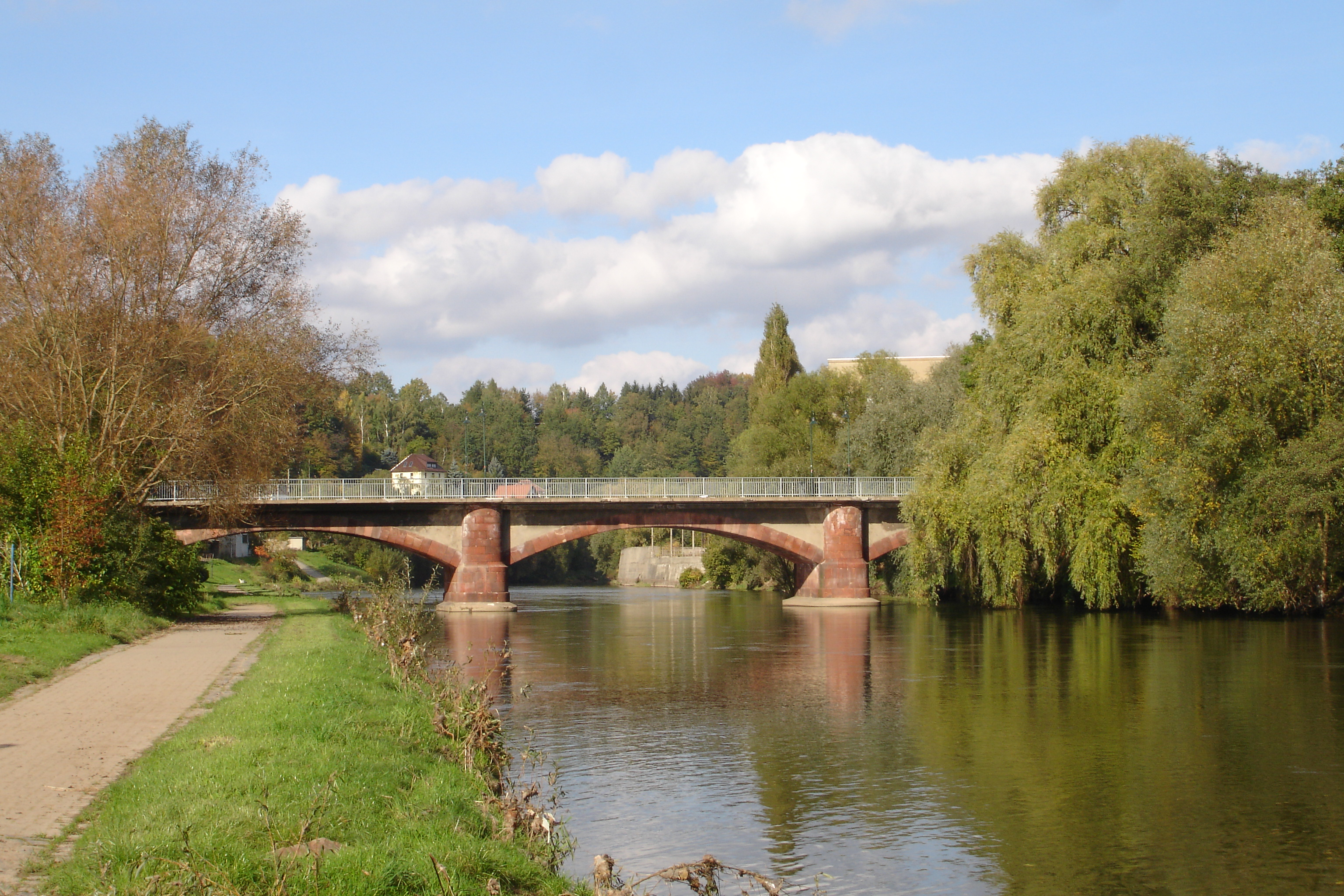
Brücke über die Zwickauer Mulde, 2007

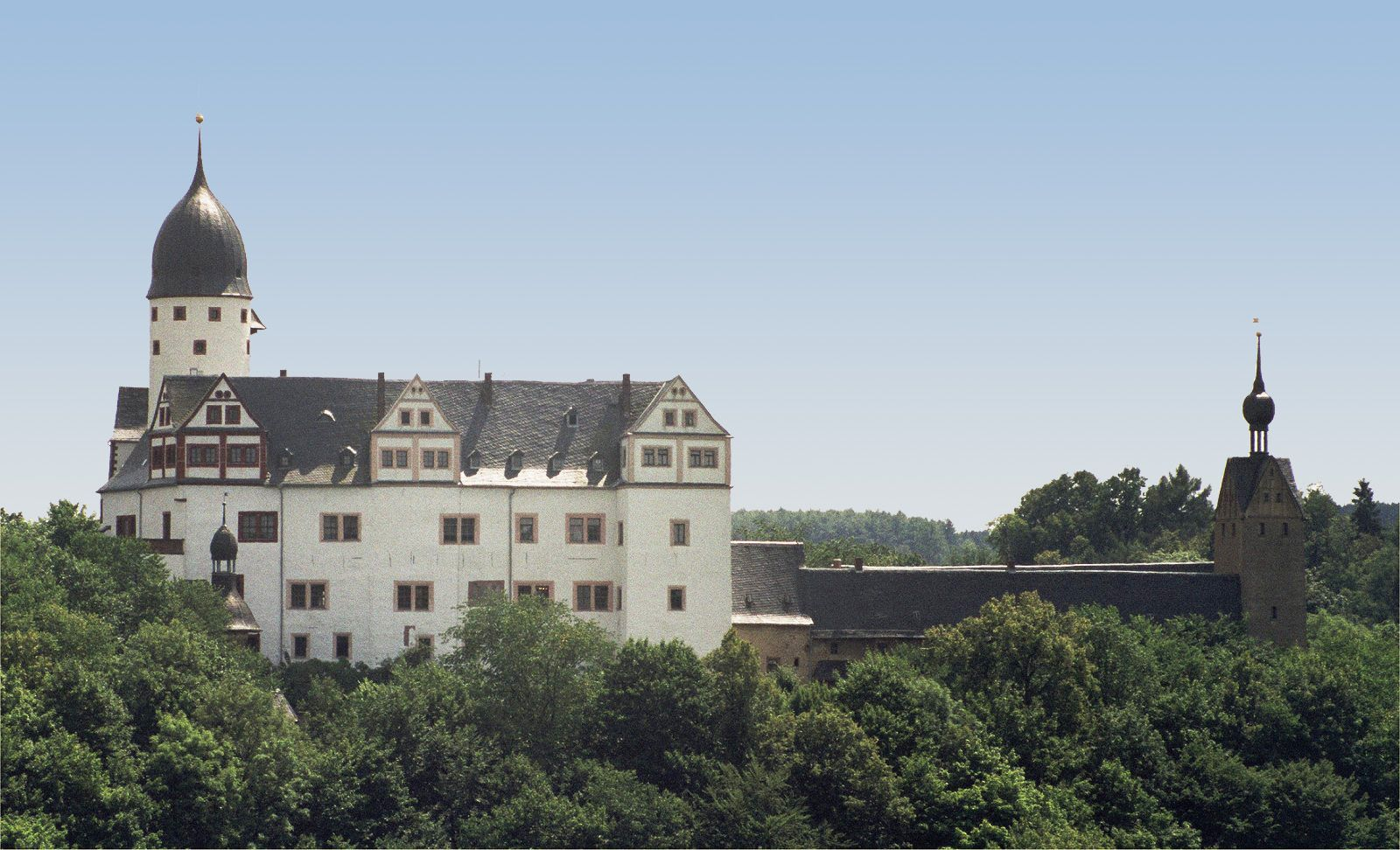
Die Rochsburg im gleichnamigen Ortsteil

Die Stadt liegt im Sächsischen Granulitgebirge, direkt an der Zwickauer Mulde und ist ungefähr 25 km von Mittweida, etwa 25 km von Chemnitz und rund 65 km von Leipzig entfernt.

### Ortsteile
- Berthelsdorf
- Cossen
- Elsdorf (Ober- und Niederelsdorf)
- Göritzhain
- Himmelhartha
- Hohenkirchen
- Rochsburg
- Schlaisdorf (Groß- und Kleinschlaisdorf)

## Geschichte

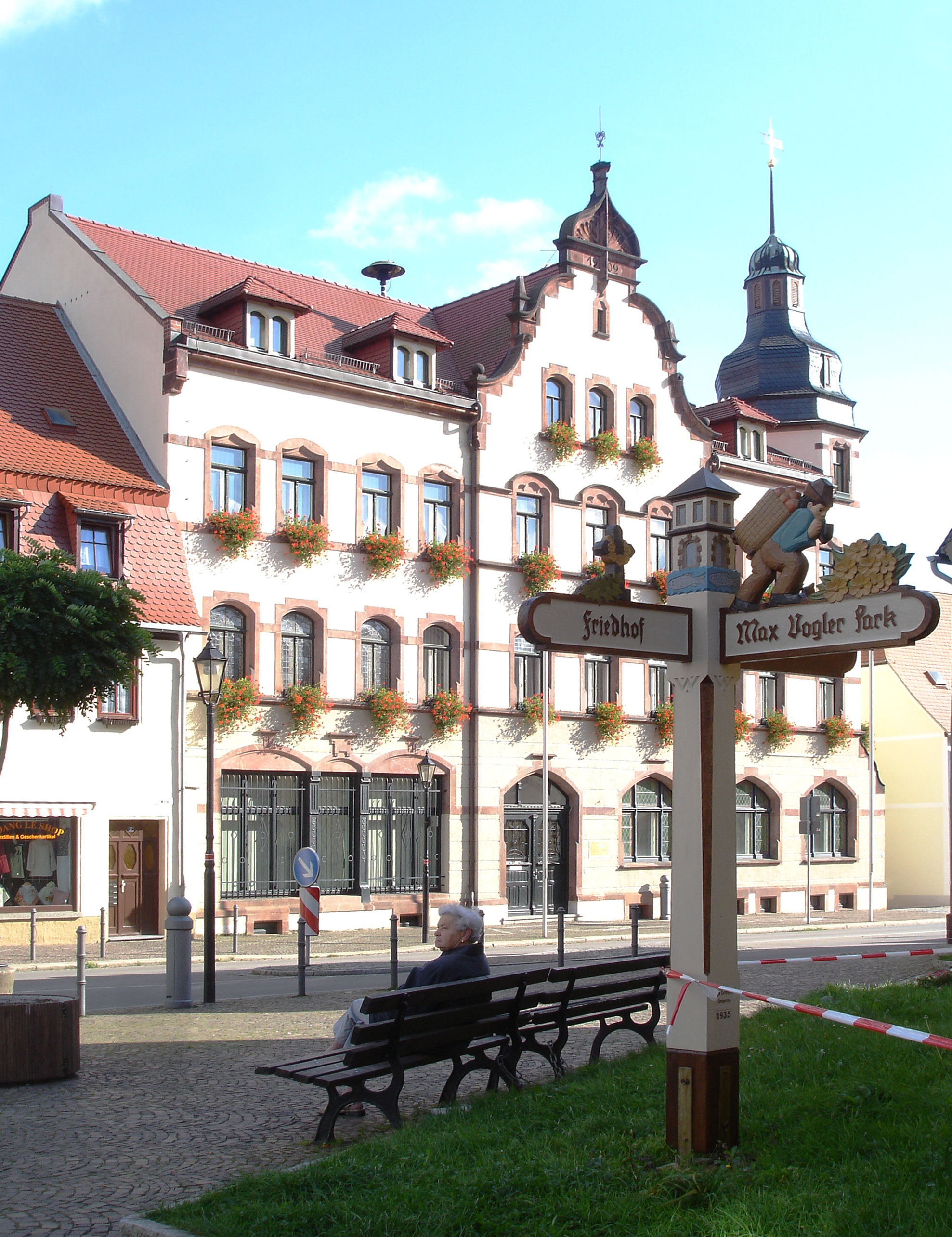
Das Lunzenauer Rathaus, 2007

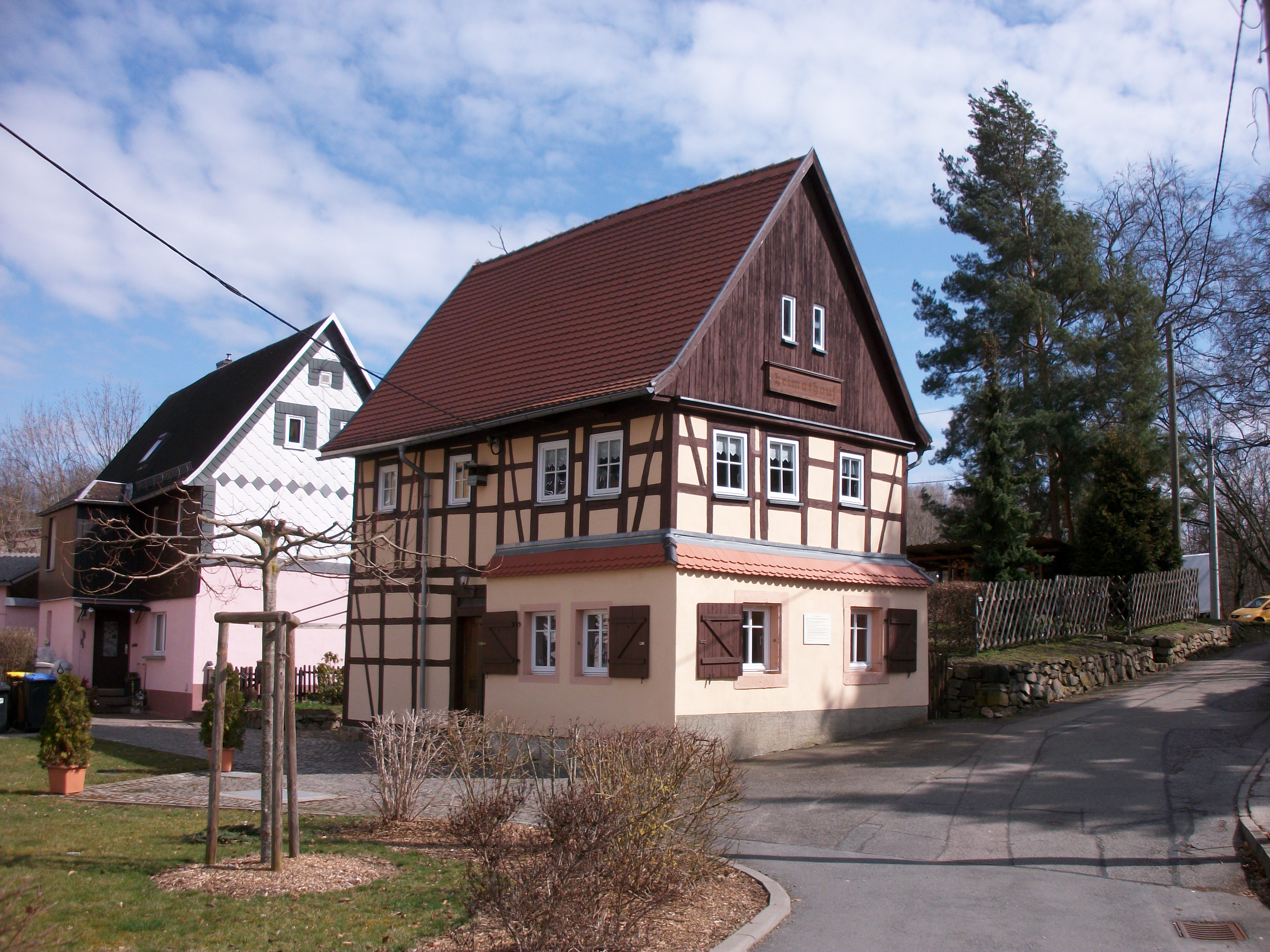
Lunzenauer Heimathaus

Der sorbische Name des Ortes lautet *Łǫčnov- bzw. *Łǫčin- (dt. Siedlung eines Łǫk(a) oder Siedlung an einer Biegung, weil altsorbisch *łuk etwa Bogen bedeutet); es handelt sich um die südlichste Sorbensiedlung des sorbischen Kleingaues Rochelinzi (Rochlitz). 1170 wurde von deutschen Kolonisten neben dem bereits bestehenden sorbischen Weiler ein Reihendorf angelegt. Fünf Jahre später wurde Lunzenau als Besitz des Ritters Guntheros de Rohsberg (Gunther von Rochsburg) erwähnt. Im Jahr 1209 fand Hohenkirchen als für Lunzenau zuständige Pfarre Erwähnung. Lunzenau wurde im Jahr 1333 Stadtrecht verliehen. Sechs Jahre zuvor erfolgte die Ersterwähnung der Lunzenauer Muldenbrücke.

### Aus der Stadtchronik
- 1390: erste Kirche wird erwähnt
- 1495: die Lunzenauer Fischerinnung wird gegründet
- 1500: erstes Pfarrgericht von Lunzenau
- 1523: die Bauern, die unter die Rochsburger Herrschaft fallen, legen gegen ihren Feudalherren Beschwerde beim Herzog von Sachsen ein
- 1572: das erste Lunzenauer Rathaus brennt ab
- 1574: die Schule wird erstmals urkundlich erwähnt
- 1633: die Pest wütet und halbiert die Bevölkerungszahl
- 1635: einem großen Stadtbrand fallen die Kirche, das Brauhaus und ca. die Hälfte aller Bürgerhäuser zum Opfer
- 1781: zweiter großer Stadtbrand – Kirche, Rathaus, das Diakonat mit der Schule, das Brau- und Malzhaus sowie ca. ⅔ der Häuser brennen nieder
- 1788: Weihe der 40 m hohen Kirche St. Jakobus
- 1790: Bauernaufstand gegen Rochsburger Herrschaft, Lunzenauer Bürger beteiligen sich daran, die Frondienste werden aufgekündigt
- 1831: Pfingsten – Großbrand in der „Gräflichen Schönburgschen Schäferei“, 300 Schafe sind mit verbrannt
- 1835: allgemeine Stadtordnung wird eingeführt
- 1839: Maihochwasser nach einem Wolkenbruch, 80 cm über der Straße, das Bachhaus und die Schneidemühle werden mit weggerissen
- 1849: Lunzenauer Kommunalgarde kämpft um die Errungenschaften der bürgerlich-demokratischen Revolution von 1848, der Hauptmann (Webergeselle Schlimper) wird zum Tode verurteilt und 1853 begnadigt
- 1872: die Göhrener Brücke wird in Betrieb genommen, die Eisenbahnstrecke Leipzig–Chemnitz eingeweiht
- 1858: verheerendes Hochwasser der Zwickauer Mulde
- 1898: elektrischer Strom auch in Lunzenau
- 1927: großes Unwetter zerstört alle Brücken und Wege am Unterlauf des Brausetalbaches
- 1945: Bombenabwurf über Elsdorf am 16. Januar, schwere Schäden an Gebäuden, keine Toten oder Verletzten. Am 15. April marschierten die US-Truppen ein, die Stadt wurde daraufhin von Bürgermeister Arnold übergeben, im Juni wechseln die Besatzungstruppen und die Sowjetarmee zieht ein
- 1954: schweres Hochwasser mit Gefährdung für die Muldenbrücke in Lunzenau, deren Fahrbahn gerade erweitert wurde
- 2000: Sanierungsarbeiten an der Stadtkirche „Sankt Jakobus“ beginnen
- 2002: August – „Jahrhundertflut“, an der Zwickauer Mulde werden historische Höchststände gemessen, es gibt keine größeren Schäden in Lunzenau
- 2013: Juni – erneut Hochwasser an der Zwickauer Mulde, die Pegelstände von 2002 werden um 20 cm übertroffen, Papierfabrik und die Gaststätte „Zum Prellbock“ sind stark betroffen

### Schreibweisen des Ortsnamens
Folgende Formen des Ortsnamens sind urkundlich belegt:
1333: Luncznaw
1387: Lonczenawe
1436: Luncznaw
1490: Lünczinaw
1791: Lunzenau

### Eingemeindungen
| Ehemalige Gemeinde            | Datum          | Anmerkung                                    |
| ----------------------------- | -------------- | -------------------------------------------- |
| Berthelsdorf                  | 1. Januar 1994 |                                              |
| Cossen                        | 1. Januar 1994 |                                              |
| Elsdorf                       | 1. Januar 1994 |                                              |
| Göritzhain                    | 1. Januar 1994 |                                              |
| Großschlaisdorf (Schlaisdorf) | 1. Juli 1949   |                                              |
| Himmelhartha                  | 1. April 1996  |                                              |
| Hohenkirchen                  | 1. Januar 1967 |                                              |
| Kleinschlaisdorf              | vor 1875       | Eingemeindung nach Großschlaisdorf           |
| Niederelsdorf                 | 1. Januar 1952 | Zusammenschluss mit Oberelsdorf zu Elsdorf   |
| Oberelsdorf                   | 1. Januar 1952 | Zusammenschluss mit Niederelsdorf zu Elsdorf |
| Rochsburg                     | 1. Januar 1994 |                                              |

## Politik

### Stadtrat
Seit der Stadtratswahl am 9. Juni 2024 verteilen sich die 16 Sitze des Stadtrates folgendermaßen auf die einzelnen Gruppierungen:
- CDU: 7 Sitze
- Freie Wählergemeinschaft Lunzenau (FWL): 6 Sitze
- Freie Sachsen: 3 Sitze

Zur konstituierenden Sitzung wurden zu den Stellvertretern des Bürgermeisters ein Vertreter der FWL und eine Stadträtin der Freien Sachsen gewählt.
| Stadtrat ab 2024 | Liste                             | 2024   | 2024   | 2019   | 2019   | 2014   | 2014   |
| Stadtrat ab 2024 | Liste                             | Sitze  | in %   | Sitze  | in %   | Sitze  | in %   |
| Stadtrat ab 2024 | CDU                               | 7      | 45,7   | 6      | 40,7   | 8      | 43,9   |
| Stadtrat ab 2024 | Freie Wählergemeinschaft Lunzenau | 6      | 37,4   | 9      | 50,3   | 5      | 31,3   |
| Stadtrat ab 2024 | Freie Sachsen                     | 3      | 17,0   | –      | –      | –      | –      |
| Stadtrat ab 2024 | Linke                             | –      | –      | 1      | 9,0    | 2      | 10,8   |
| Stadtrat ab 2024 | Grüne                             | –      | –      | –      | –      | 1      | 10,0   |
| Stadtrat ab 2024 | SPD                               | –      | –      | –      | –      | –      | 4,0    |
| Stadtrat ab 2024 | Wahlbeteiligung                   | 71,0 % | 71,0 % | 63,6 % | 63,6 % | 52,0 % | 52,0 % |

### Bürgermeister
Seit 2008 ist Ronny Hofmann (CDU) Bürgermeister. Er wurde zuletzt am 12. Juni 2022 mit 57 % erneut ins Amt gewählt.
| Wahl | Bürgermeister    | Vorschlag | Wahlergebnis (in %) |
| ---- | ---------------- | --------- | ------------------- |
| 2022 | Ronny Hofmann    | CDU       | 57,0                |
| 2015 | Ronny Hofmann    | CDU       | 96,6                |
| 2008 | Ronny Hofmann    | CDU       | 52,9                |
| 2001 | Franz Lindenthal | FWL       | 51,4                |
| 1994 | Franz Lindenthal | FWG Lu    | 48,7                |

### Wappen
Auf dem Wappen sind ein Fisch und ein Fischerhaus zu sehen.

### Städtepartnerschaft
- Hörstel (Nordrhein-Westfalen)

## Kultur und Sehenswürdigkeiten
- siehe auch: Liste der Kulturdenkmale in Lunzenau
- Schloss Rochsburg mit Museum
- Zum Prellbock, Bahnmuseum und Gaststätte mit Kofferhotel

### Gemeindekirchen
- Kirche St. Jakobus mit Jehmlich-Orgel (1905)[13]

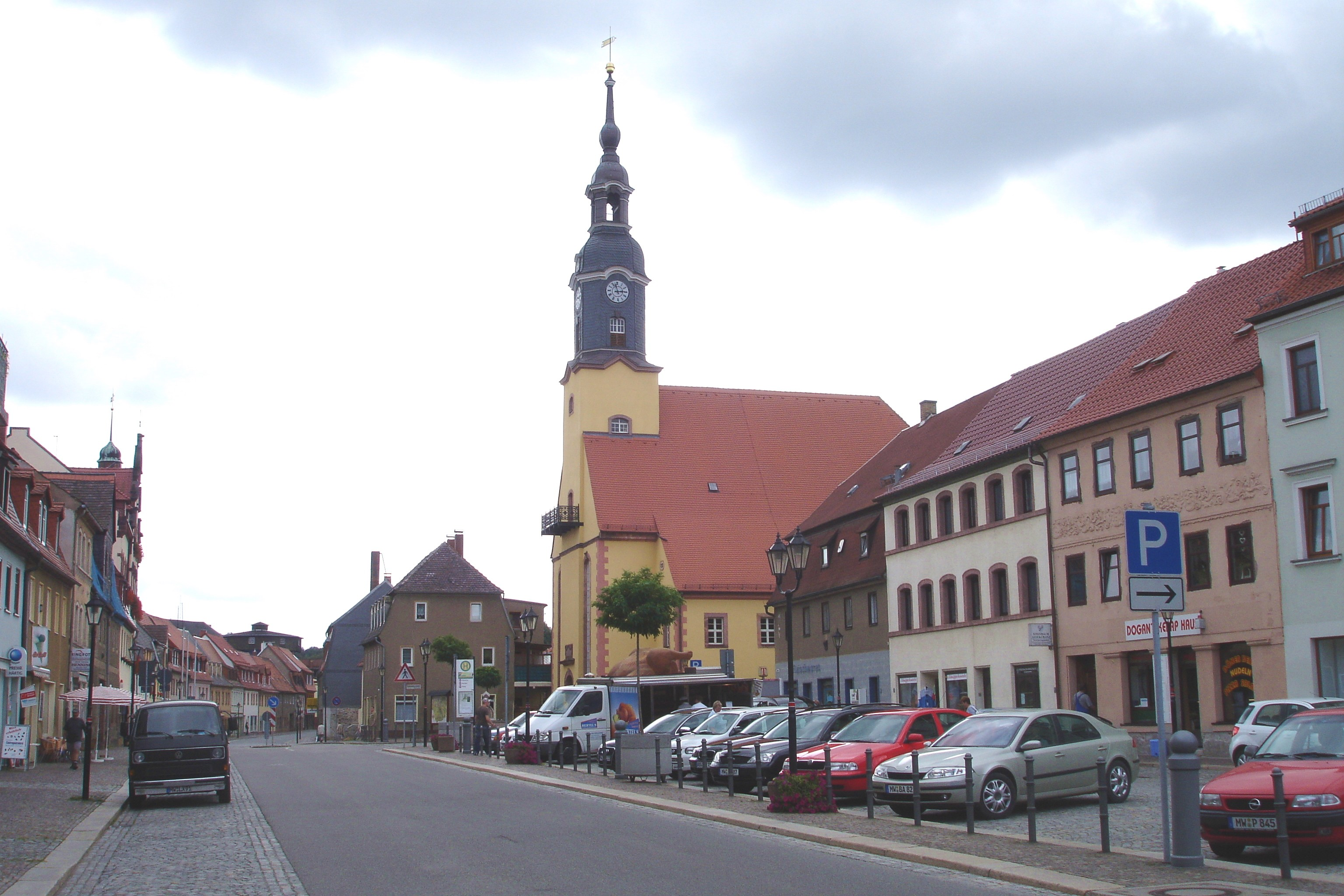
St. Jakobus am Markt (2007)
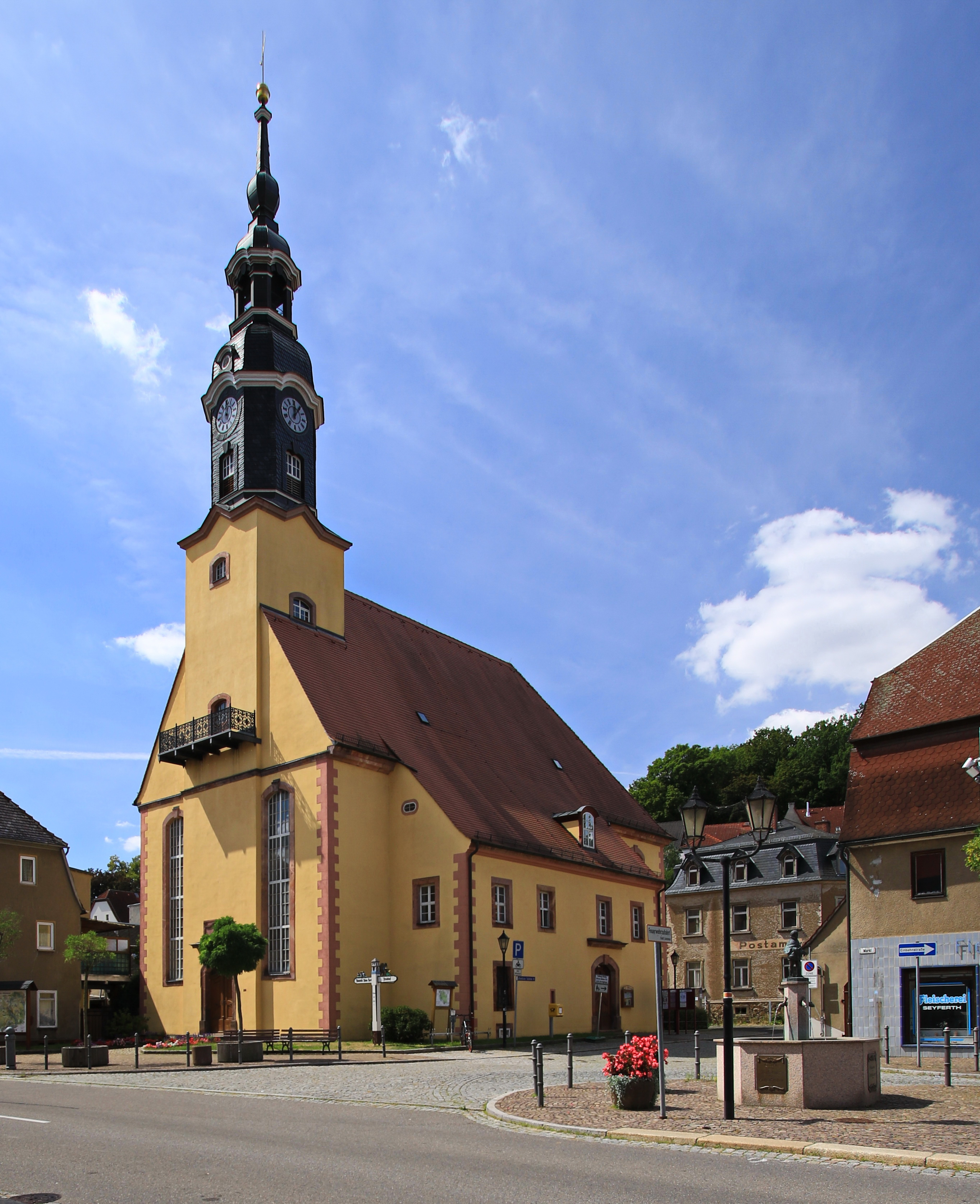
St. Jakobus (2020)
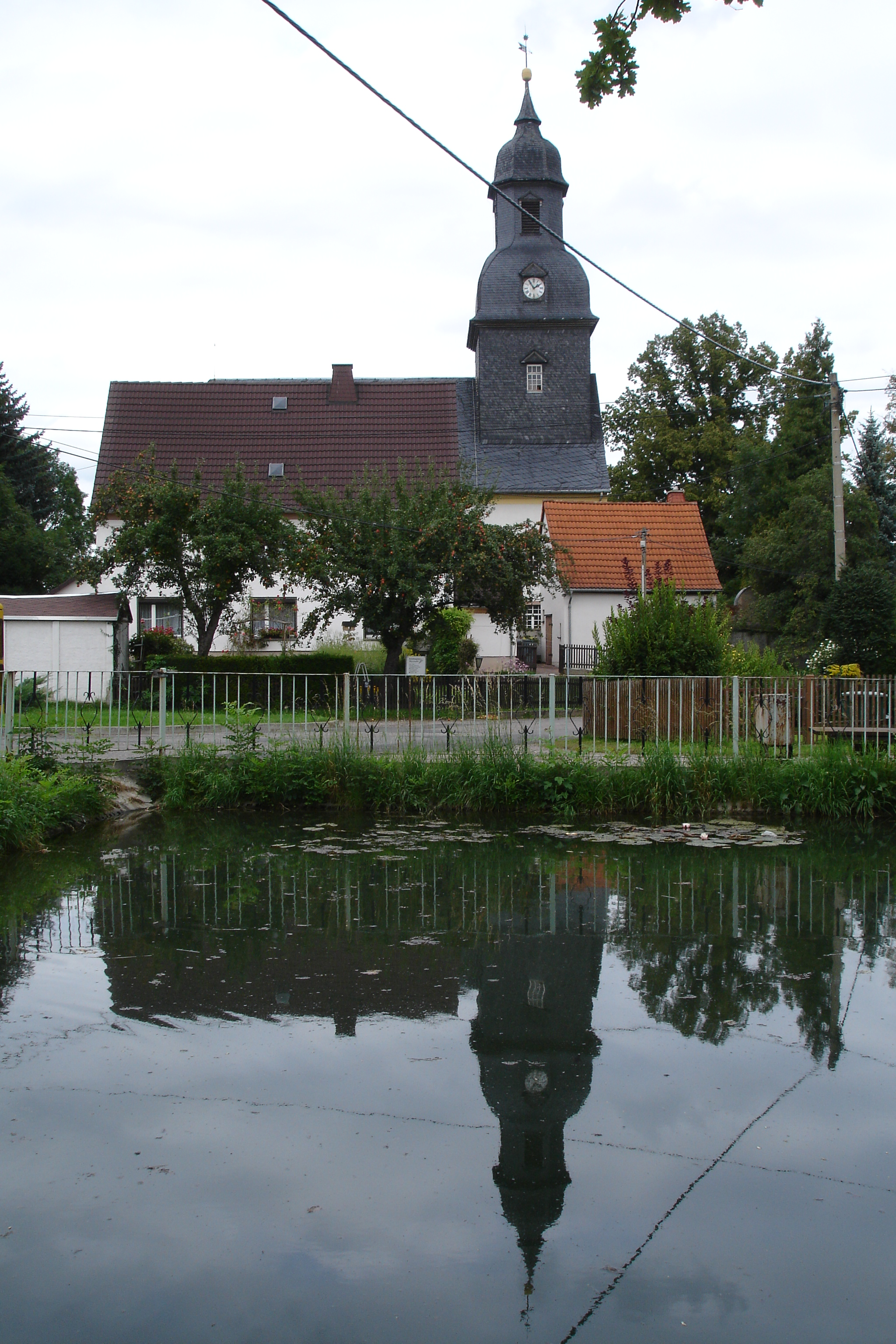
Dorfkirche in Oberhohenkirchen (2007)
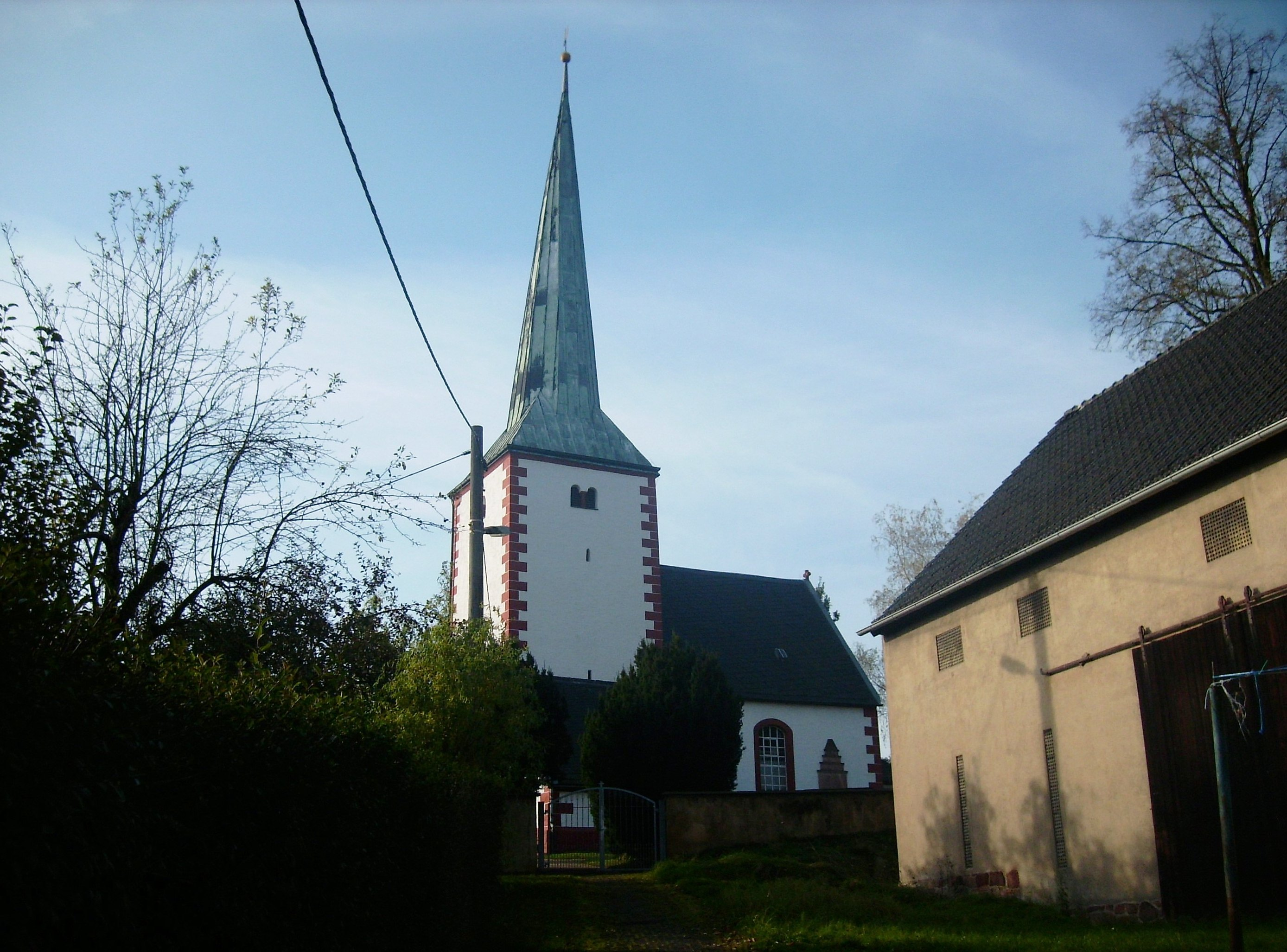
Dorfkirche Elsdorf (2010)

### Gedenkstätten
- Kriegerdenkmal für die Gefallenen des 1. Weltkrieges auf dem Friedhof in Lunzenau
- Mahnmal von 1952 im Heinrich-Heine-Park zur Erinnerung an die Opfer des Faschismus
- Denkmal für Max Vogler (1854–1889), Heimat- und Muldentaldichter

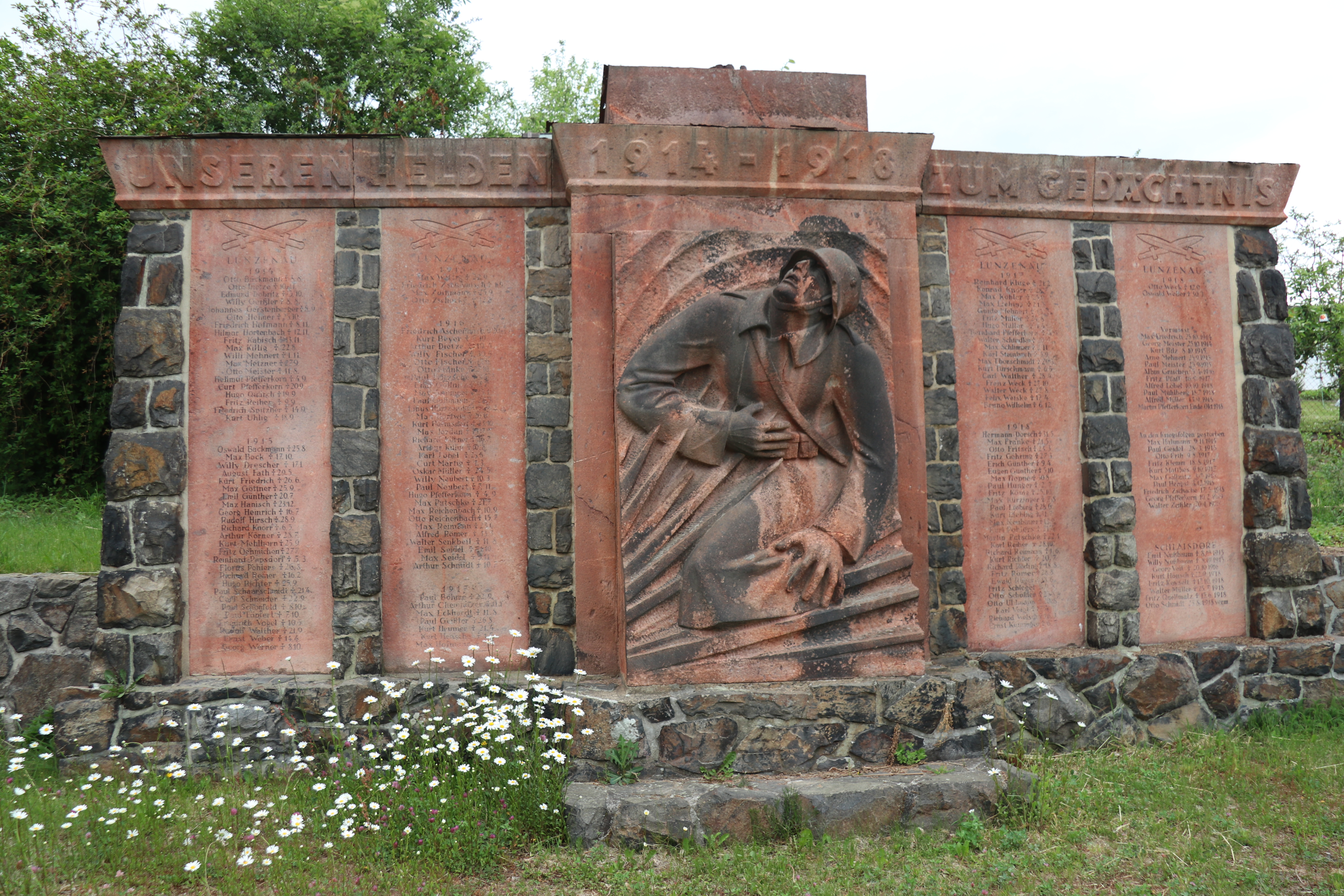
Kriegerdenkmal für die Gefallenen des 1. Weltkrieges
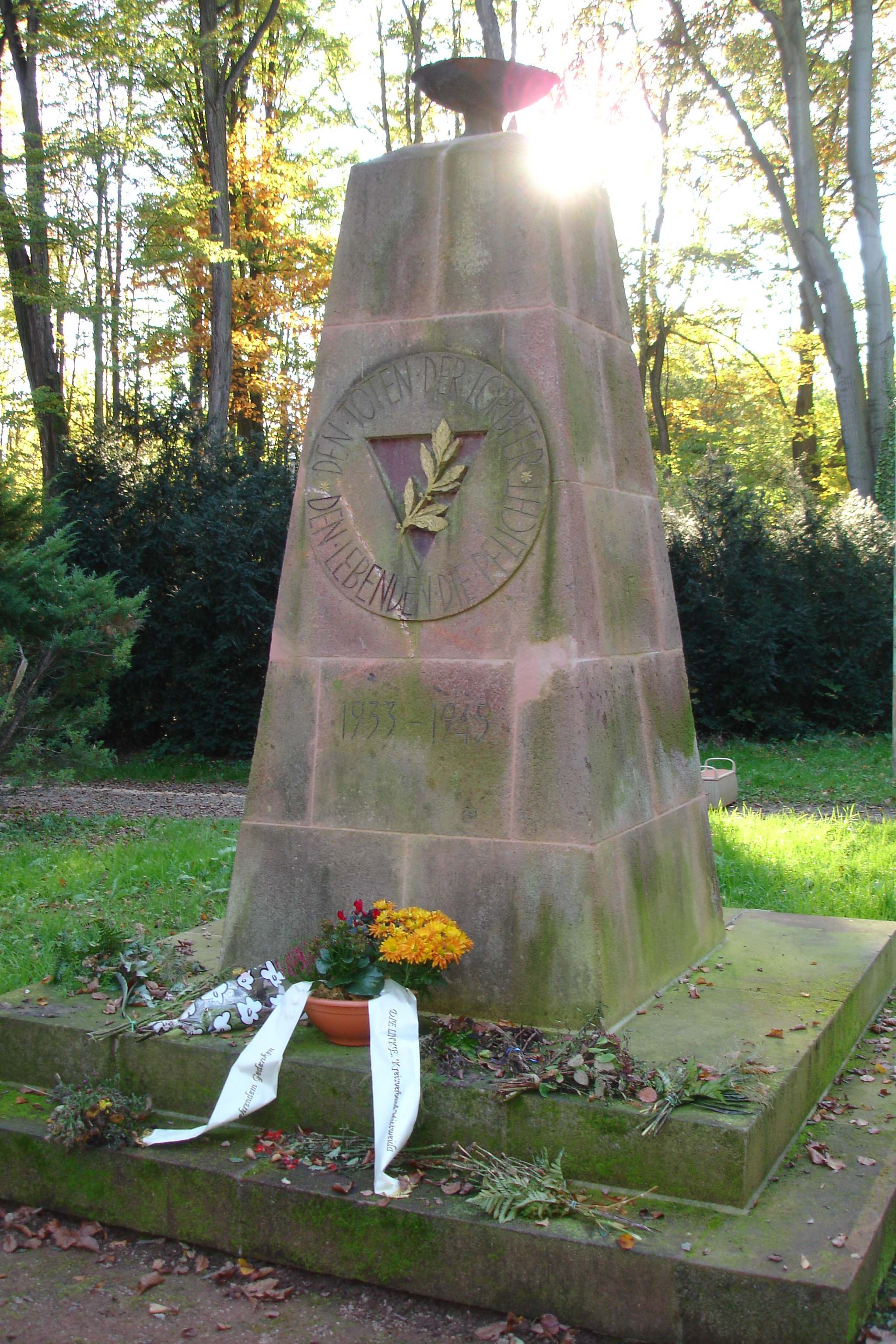
Mahnmal für die Opfer des Faschismus im Heinrich-Heine-Park
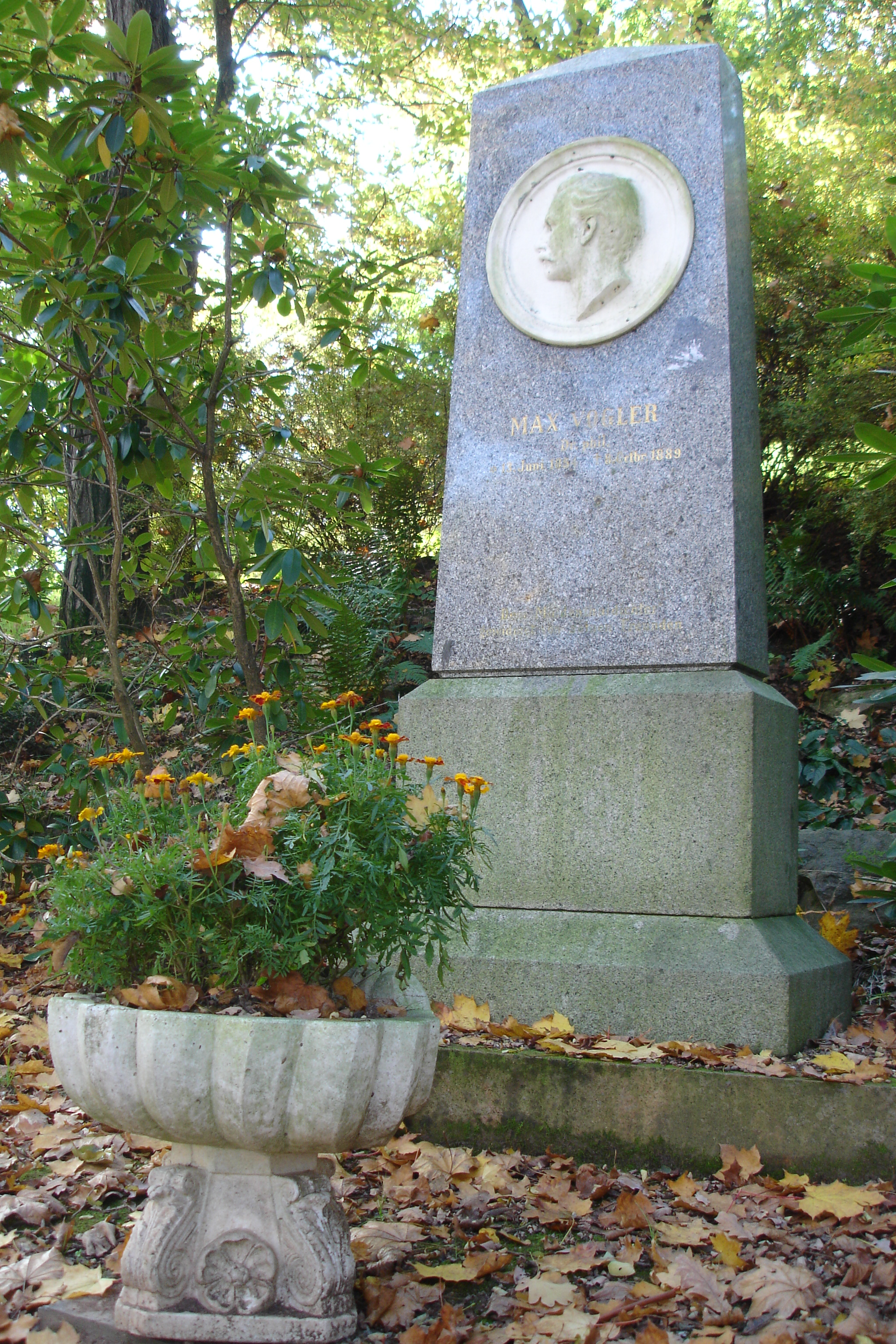
Denkmal für Max Vogler im nach ihm benannten Park
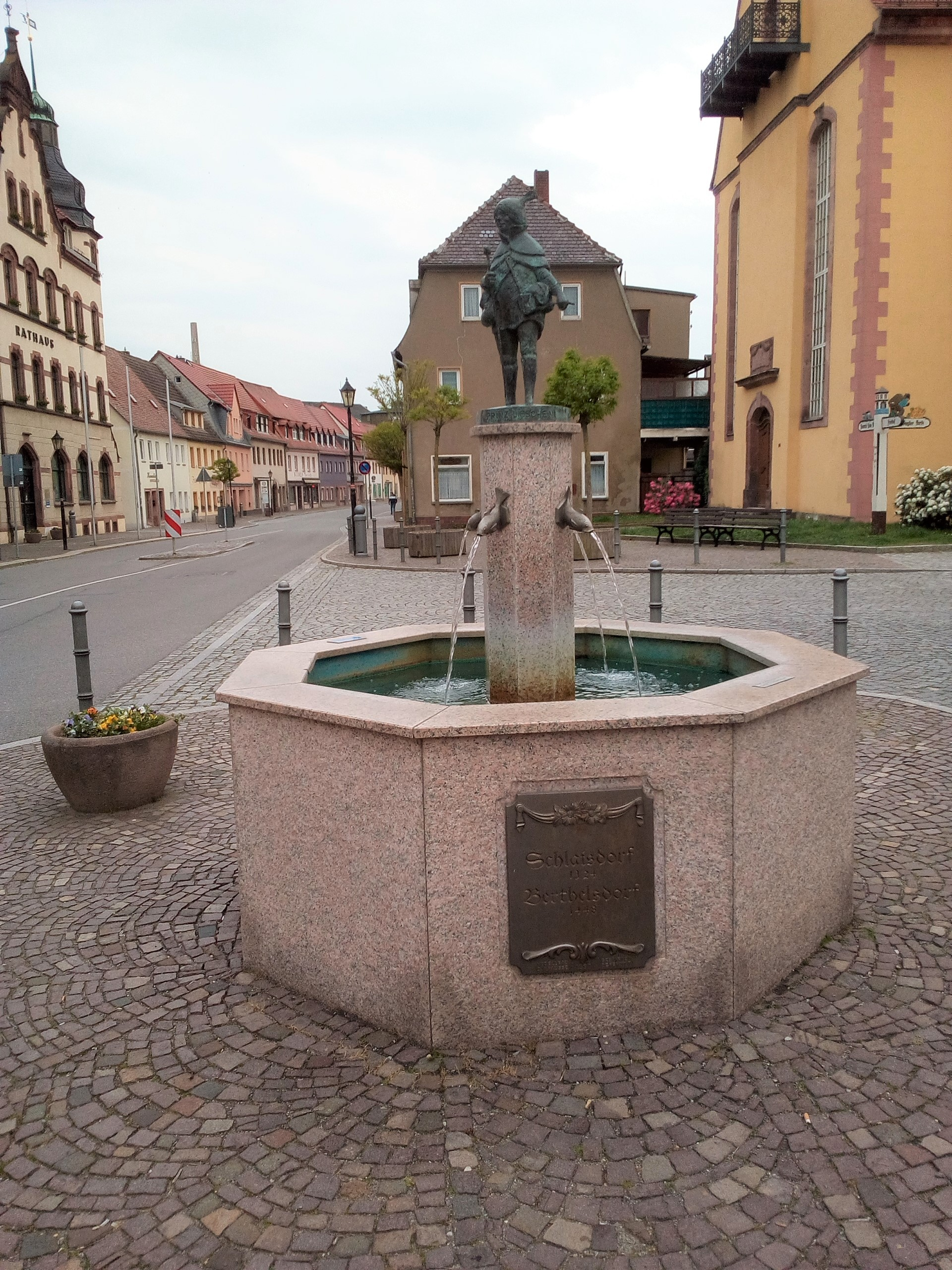
Prinz-Lieschen-Brunnen

### Parks

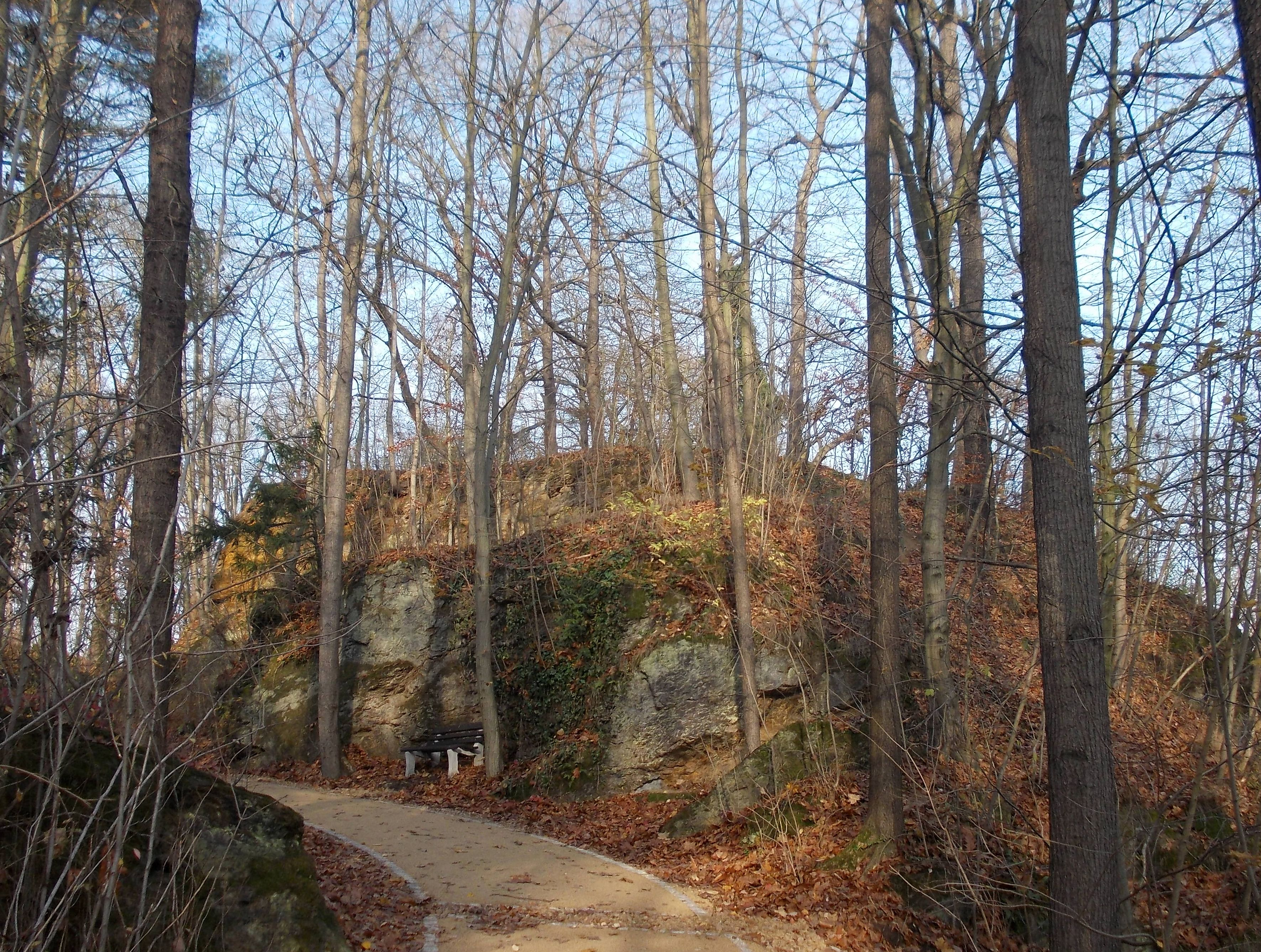
Heinrich-Heine-Park
- Max-Vogler-Park
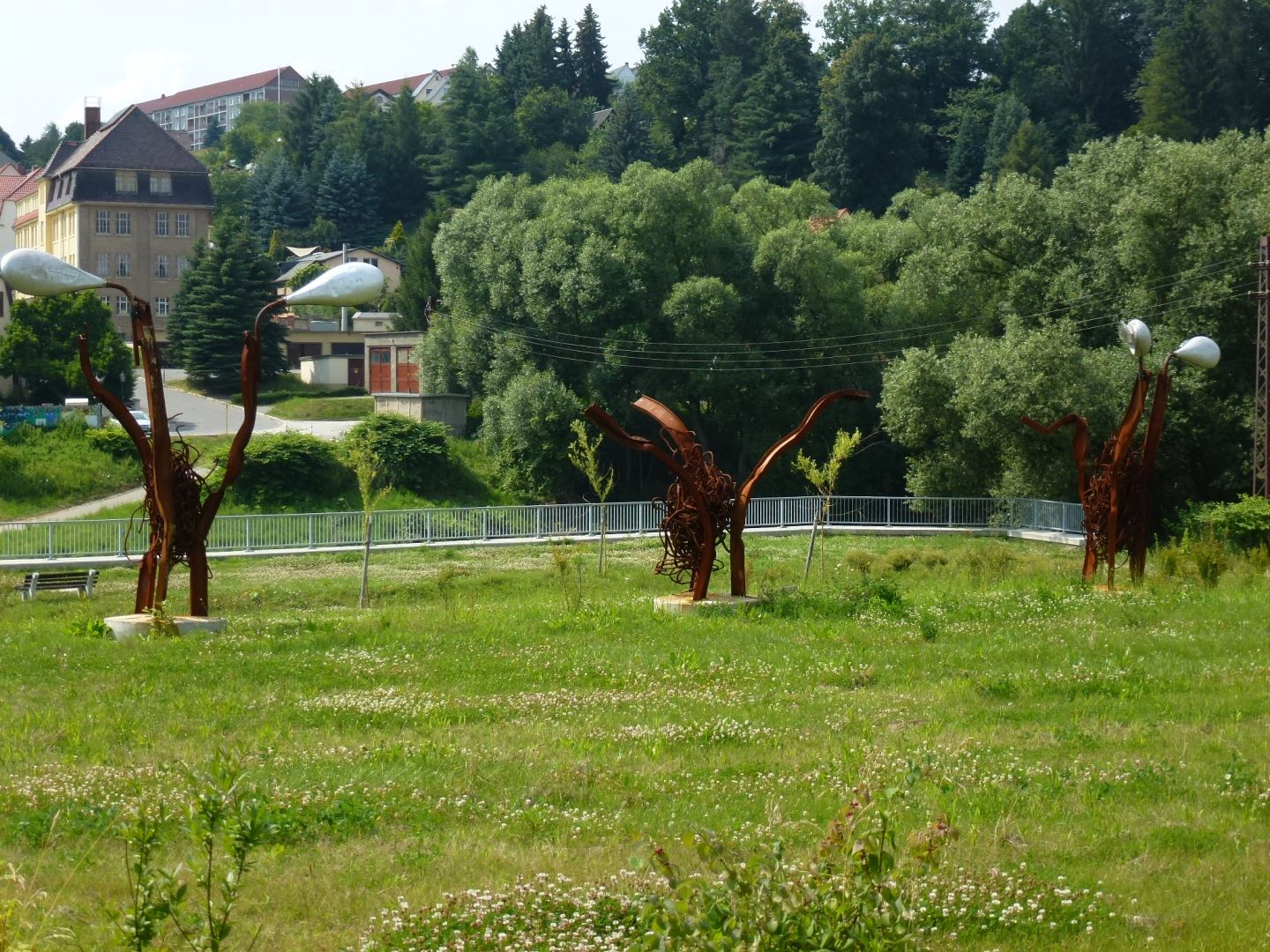
Lunzenauer Muldenterrasse
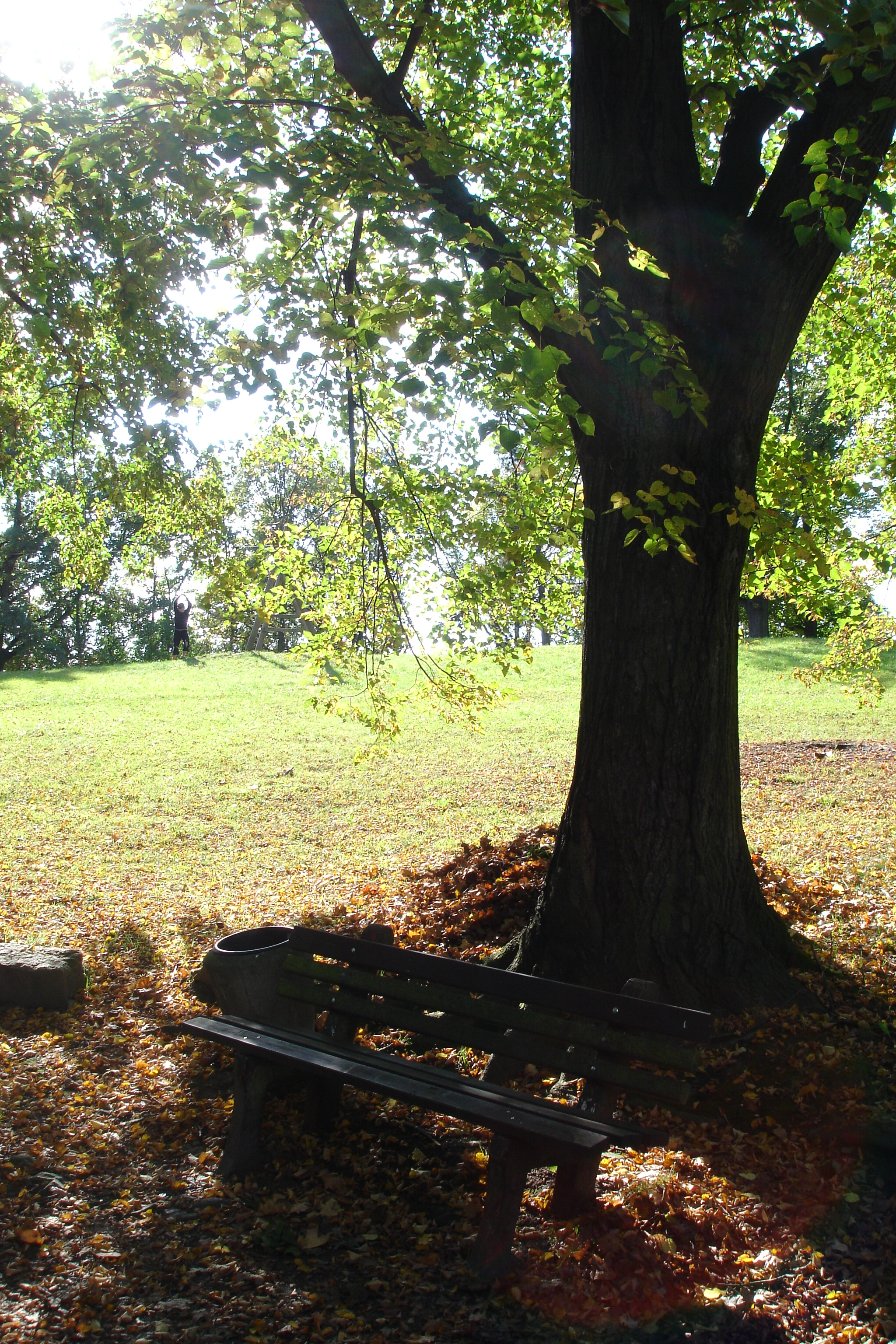
Max-Vogler-Park

- Kerns Garten

- Heinrich-Heine-Park
- Lunzenauer Muldenterrasse
- Max-Vogler-Park

## Wirtschaft und Infrastruktur

### Verkehr
Die Bundesautobahn 72 ist über die Anschlussstelle Penig ca. 4 km entfernt, die Bundesstraße 175 führt unmittelbar am Ortsteil Elsdorf entlang, von wo die Staatsstraße S 247 über Lunzenau nach Mittweida führt. Die Staatsstraße S 242 verbindet Lunzenau mit Burgstädt und Geithain, die Kreisstraße K 8260 mit Penig und Obergräfenhain. Der Ortsteil Rochsburg ist über die Kreisstraße K 8260 mit Penig verbunden.
Die nächstgelegene Bahnstation ist Burgstädt an der Bahnstrecke von Chemnitz nach Leipzig, nachdem 2005 der Halt in Cossen aufgegeben und der Betrieb auf der durch die Stadt führenden Muldentalbahn 2002 eingestellt worden war. Der Personenverkehr auf letzterer ist durch eine täglich verkehrende Buslinie des VMS ersetzt. Weitere regelmäßige Busverbindungen bestehen werktags nach Burgstädt, Narsdorf, Wiederau und Mittweida.
Durch Lunzenau führt die Via Porphyria, der Lutherweg Sachsen und der Bilz-Rundwanderweg.

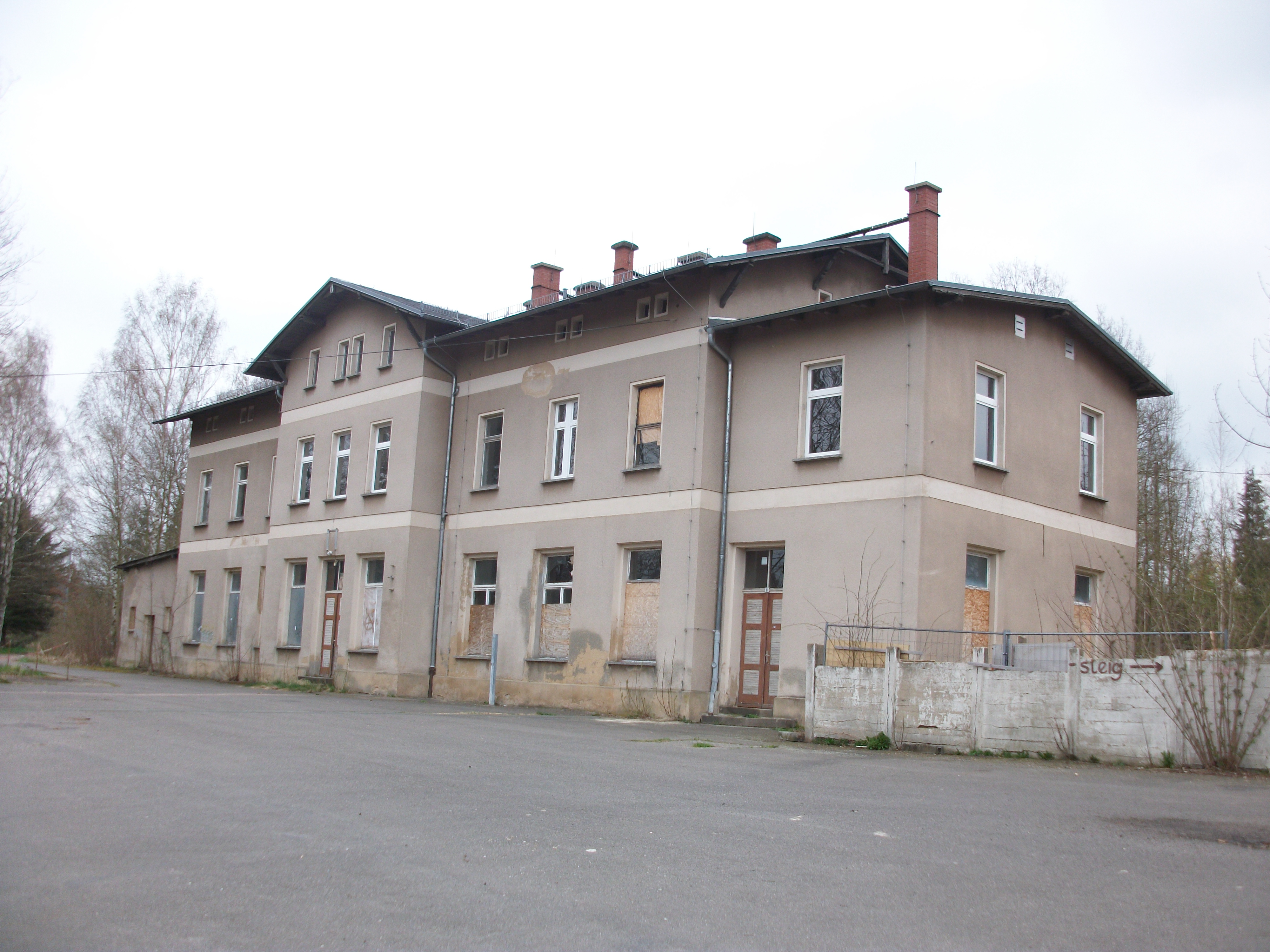
Bahnhof Lunzenau (2016)
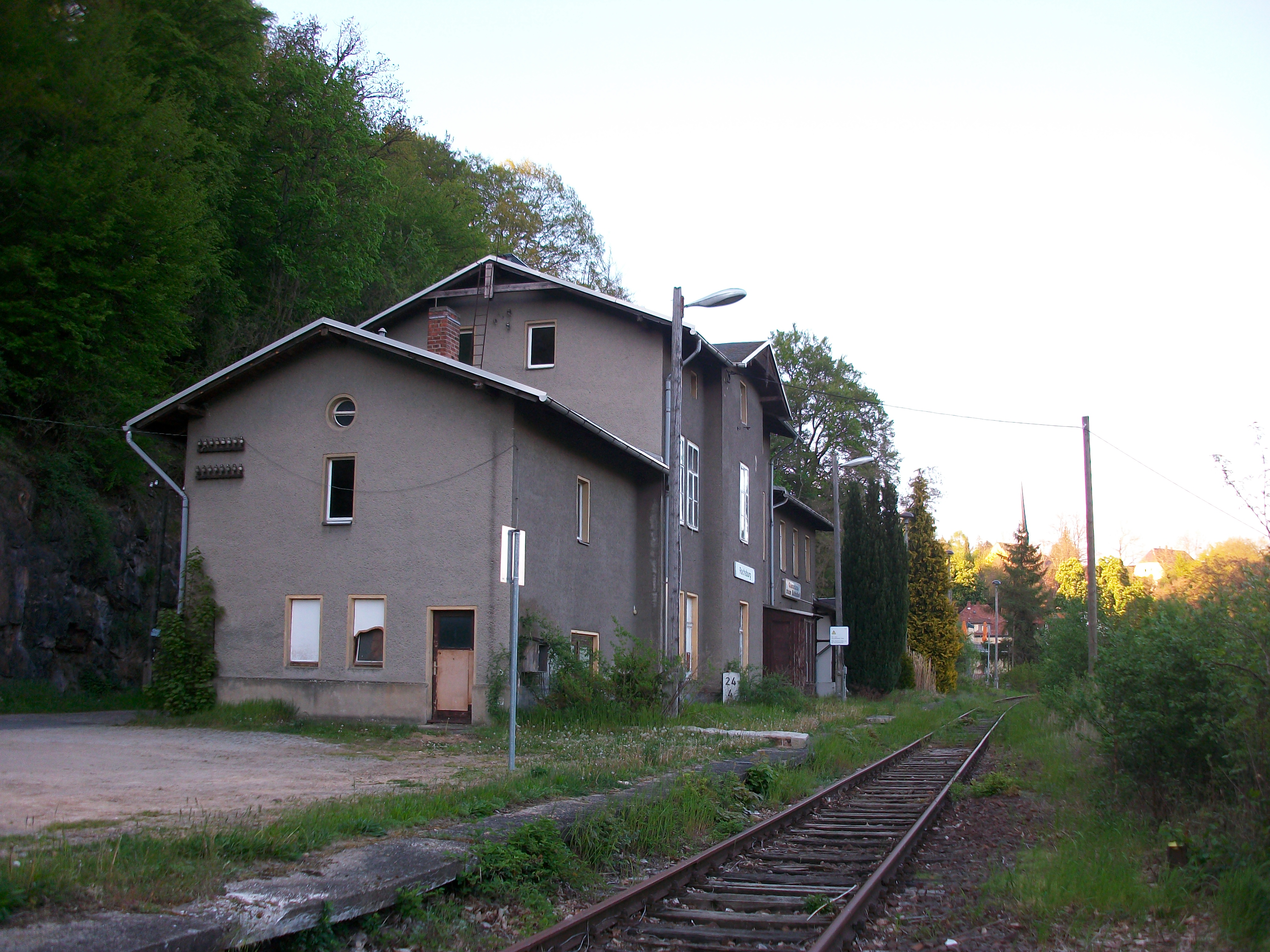
Bahnhof Rochsburg (2016)
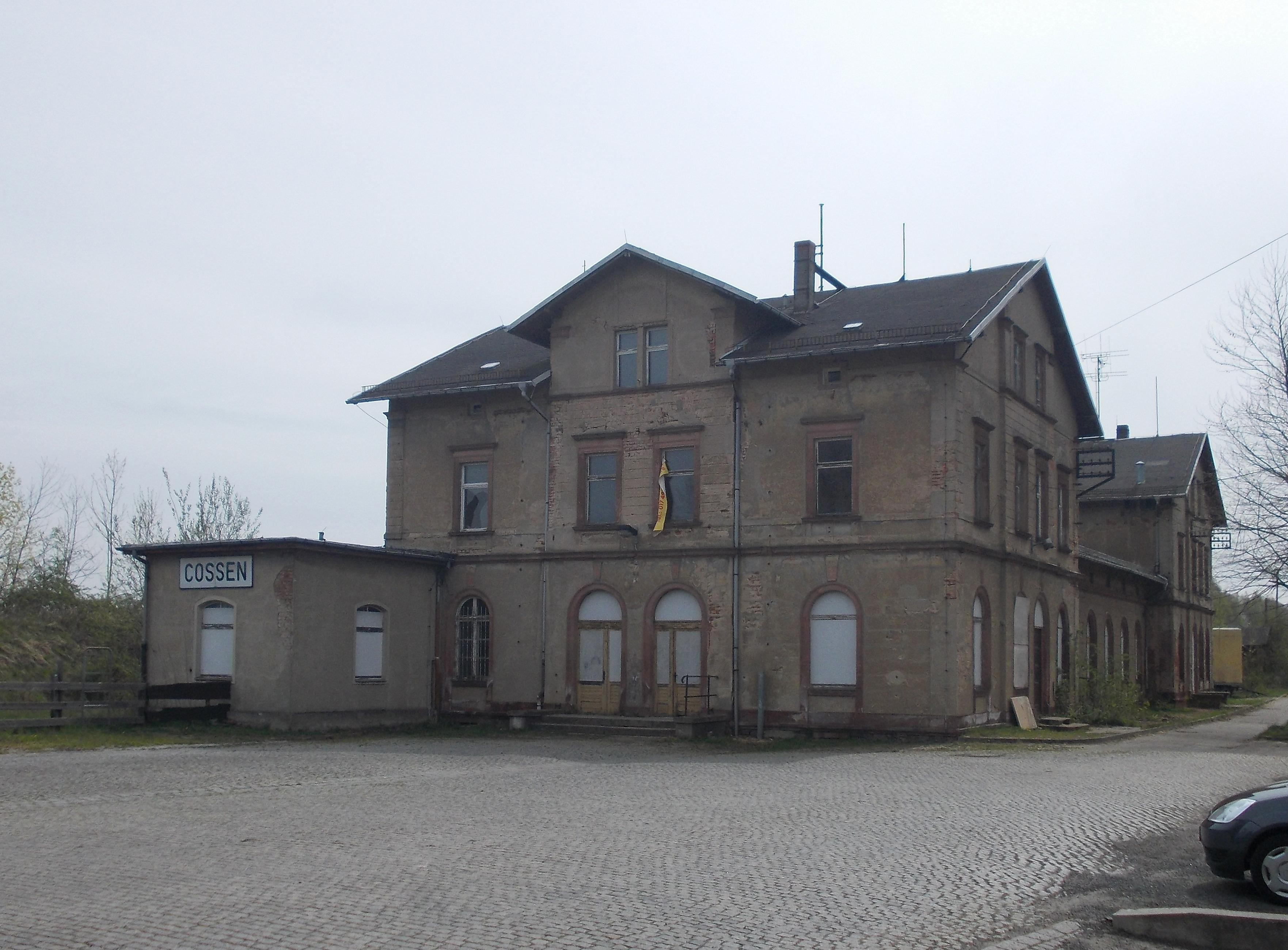
Bahnhof Cossen

### Wirtschaft
Die Lunzenauer Papier- und Pappenfabrik wurde 1885 durch Wilhelm Vogel gegründet und 1965 in den VEB Patentpapierfabrik Penig eingegliedert. 1990 privatisierte die Treuhandanstalt den Lunzenauer Betriebsteil. In Lunzenau werden Rohfilzpappe und Sonderpappen hergestellt, die Produktion von Raufasertapeten wurde jedoch eingestellt.
Vogel gründete in Lunzenau zuerst eine Weberei für Möbelstoffe und ließ von 1873 bis 1877 einen Privatpark gestalten, der 1952 Heinrich-Heine-Park benannt wurde.

### Bildung

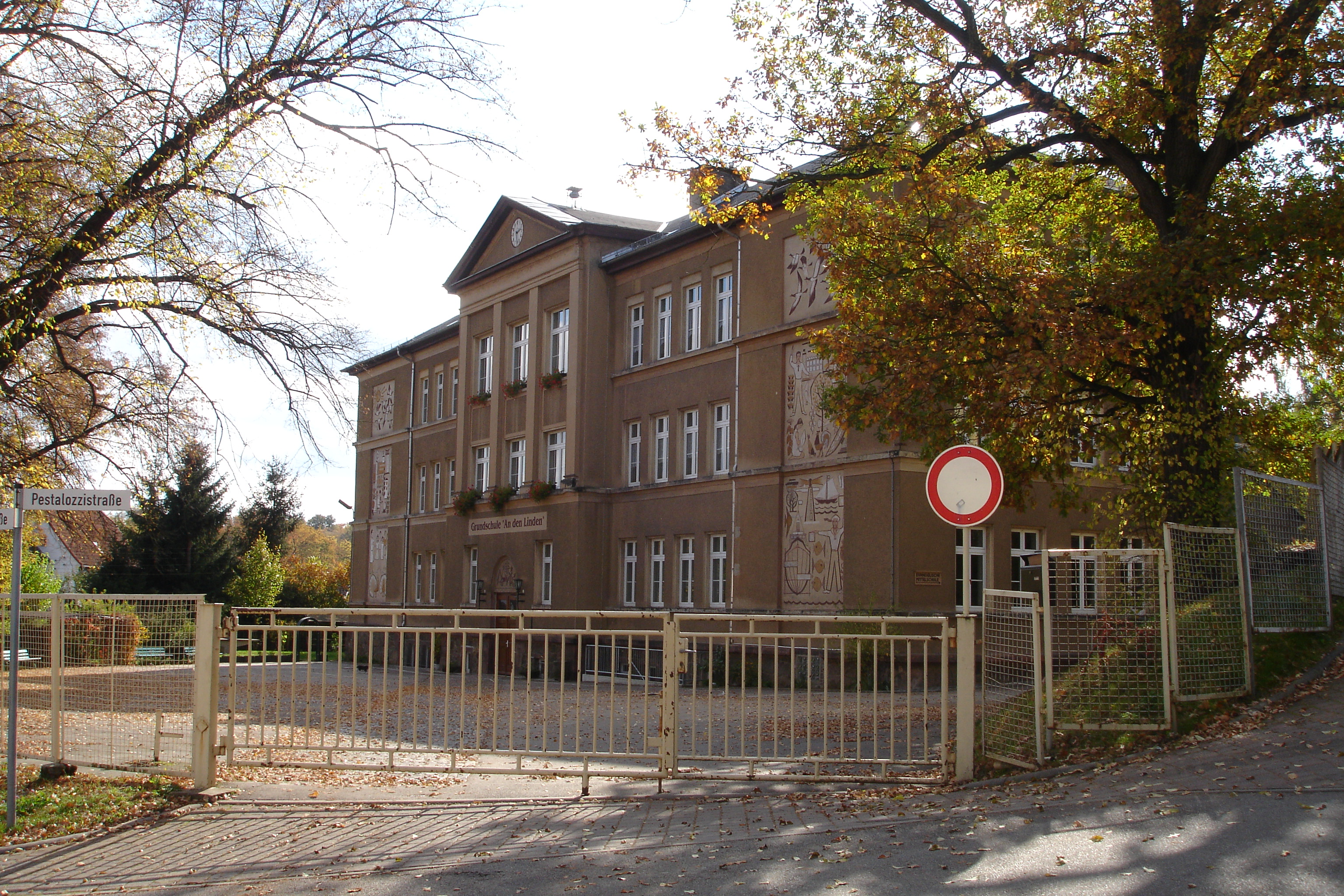
Grundschule „An den Linden“, 2007

- Evangelische Oberschule
- Grundschule „An den Linden“

### Freizeit- und Sportanlagen
- Fußballplatz
- Reitanlage Pferdehof Meinig

## Dichtung und Wahrheit
Einer alten Überlieferung nach hat Lunzenau seinen Namen aus folgender Begebenheit:
Einst soll ein Ritter entlang das Muldentales gereist sein und als er des Nachts eine Ruhestätte suchte, fiel sein Blick hinab in das bewaldete Tal und er sah wie sich der volle Mond im Wasser des Flusses spiegelte und sprach: „Das ist Luna's Aue.“
Daraus soll nach der Überlieferung im Laufe der Zeit Lunzenau geworden sein.

## Persönlichkeiten

### Ehrenbürger

Max Vogler

- 1933: Martin Mutschmann (1879–1947), Reichsstatthalter, Verleihung anlässlich der 600-Jahr-Feier
- 2002: Werner Goldammer, Leiter des Lunzenauer Blasorchesters

### Söhne und Töchter der Stadt
- Sophie Sabina Apitzsch (1692–1752), bekannt auch als „Prinz Lieschen“, Hochstaplerin
- Georg Theodor Hoffmann (1848–1919), in Rochsburg geborener Reichsgerichtsrat
- Theodor Salzmann (1854–1928), Musikpädagoge, Sänger, Komponist und Herausgeber von Musiksammlungen
- Max Vogler (1854–1889), Lyriker, Belletrist und Literaturhistoriker
- Paul Keller (1895–1969), in Rochsburg geborener Politiker (GB/BHE, GDP)
- Willi Herold (1925–1946), deutscher Kriegsverbrecher
- Rolf Sieber (1929–2020), Hochschulrektor und Diplomat

### Zur Stadt
- Hermann Löscher, Johannes Strehle: Geschichte der Stadt Lunzenau., Druck und Verlag Reinh. Schmidt Burgstädt, 1933.
- Lunzenau – Überblick über die geschichtliche Entwicklung. 1983.
- Richard Steche: Lunzenau. In: Beschreibende Darstellung der älteren Bau- und Kunstdenkmäler des Königreichs Sachsen. 14. Heft: Amtshauptmannschaft Rochlitz. C. C. Meinhold, Dresden 1890, S. 20.

### Sonstige
- Max Vogler: Der Herr Kommerzienrat. Eine Anklage gegen den Lunzenauer Fabrikanten Vogel. 1883.
- Lothar Krügel: Dr. Max Vogler – Dichter, Schriftsteller und Wissenschaftler. herausgegeben zum 65. Todestag des Heimatdichters. 1954.